# Cuevas de Génova
Las Cuevas de Génova (Coves de Gènova en mallorquín) es un conjunto de cuevas subterráneas de origen calcáreo que se encuentran situadas en medio del barrio residencial de Génova, perteneciente al municipio de Palma de Mallorca (Baleares).
Descubiertas de manera accidental durante la construcción de un pozo en 1906, forman un conjunto de galerías subterráneas de origen calcáreo que están unidas por pasillos formados de manera natural. Las cuevas tienen un recorrido a pie de casi un kilómetro de distancia y se desciende hasta los 36 metros de profundidad. 
De enorme belleza natural, dada especialmente por los distintos colores minerales de sus espeleotemas y su gran concentración de formaciones excéntricas, destacan notablemente por la multitud de ejemplares de las rarísimas y difíciles de encontrar espeleotemas coraloide (conocidas también como palomita de maíz o coliflores). Cuentan también con una enorme irrigación natural de agua dulce constante todo el año lo que favorece un entorno siempre muy húmedo, fenómeno que las destaca notablemente en este aspecto sobre las otras 4 cuevas turísticas que hay en la isla, otorgándole a esta cueva un valor de viveza muy apreciado. 
La visita se realiza diariamente en pequeños grupos de personas que pueden alcanzar un máximo de 25 visitantes. Existe un horario de mañana que empieza a las 11:00 hasta las 13:00 y otro de tarde que comprende desde las 16:00 hasta las 18:00. Destaca su visita de ambiente familiar y didáctico menos aglomerado que en otras cuevas también turísticas de la isla.
Dispone de aparcamiento propio, servicio de restaurante y parada de autobús municipal cercana.
EMT: 
| Línea | Trayecto               | Recorrido | Frecuencia |
| ----- | ---------------------- | --------- | ---------- |
| 46    | Vía Sindicato - Génova | Recorrido | 20 minutos |